# Melanagromyza pubiseta
Melanagromyza pubiseta är en tvåvingeart som först beskrevs av Friedrich Georg Hendel 1923.  Melanagromyza pubiseta ingår i släktet Melanagromyza och familjen minerarflugor. Inga underarter finns listade i Catalogue of Life.